# Haplogruppe I1
Die Haplogruppe I1, auch I-M253 (L64, L75, L80, L81, L118, L121/S62, L123, L124/S64, L125/S65, L157, L186, L187, M253, M307.2/P203.2, M450/S109, P30, P40, S63, S66, S107, S108, S110, S111) ist in der Humangenetik eine Haplogruppe des Y-Chromosoms und kommt am häufigsten in Skandinavien vor. I1 ist eine Untergruppe der Haplogruppe I, die ausschließlich in Europa existiert.
Vor der Reklassifizierung 2008 trug sie den Namen I1a.
Die Gruppe I1 tritt vor allem am häufigsten im Westen von Finnland (bis zu 40 %), in Süd-Norwegen (35 %) sowie gefolgt von Schweden (besonders auf der Insel Gotland) und in Dänemark und Norddeutschland auf.

## Ursprünge
Über mehrere Jahre bestand die vorherrschende Meinung, dass die Vorgänger der Gruppe I1 während der letzten Eiszeit Zuflucht am Balkan gesucht haben.
Das Alter der Haplogruppe wird auf 15.000 bis 20.000 Jahre geschätzt.
Das 'The Genographic Project' der National Geographic Society meint, dass die Gründer der I1-Gruppe während der letzten Eiszeit auf der Iberischen Halbinsel lebten. Einige Forscher haben auch Südfrankreich und die Italienische Halbinsel als möglichen Rückzugspunkt angegeben.
Kenneth Nordtvedt von der Montana State University ist der Ansicht, dass die Haplogruppe I1 eine frühere Untergruppe darstellt und wahrscheinlich erst nach der letzten Eiszeit existierte.
Ebenfalls nach Nordtvedt lebte der letzte gemeinsame Vorfahre (MRCA) von I1 vor 4.000 bis 6.000 Jahren, und zwar wahrscheinlich in Nordmitteleuropa im Großraum des unteren Elbebeckens.
Nach dem Ergebnis einer Studie aus dem Jahr 2010 entstand I1 (I-M253) im chalkolithischen Europa im Zeitraum zwischen 3.170 und 5.000 Jahren vor heute.
Eine neuere Studie aus dem Jahr 2015 schätzte den Ursprung von I1 (I-M253) auf den Zeitraum zwischen 3.470 and 5.070 Jahren oder zwischen 3.180 and 3.760 Jahren vor heute, ausgehend von zwei unterschiedlichen Untersuchungsmethoden.
Nach neuestem Stand (Sept. 2019) ist I1 (I-M253) lt. Y-Full jedoch bereits vor 27.500 Jahren v.h. entstanden (95 CI: 29.800 – 25.200 Jahre v.h.) mit einem TMRCA vor 4.600 v.h. (95 CI: 5.200 – 4.000 Jahre v.h.).
Eine Studie in Ungarn entdeckte im Jahre 2014 Überreste zweier Angehöriger der Östlichen Linearbandkeramischen Kultur, von denen einer die SNP M253 trug, die die Haplogruppe I1 definiert. Die Östliche Linearbandkeramische Kultur datiert zwischen ca. 5.500 v. Chr. und 4.900 v. Chr.
Die Nachkommen sind überwiegend bei der germanischen Bevölkerung in Nordeuropa und der angrenzenden uralischen Bevölkerung zu suchen, obwohl diese auch in den traditionellen germanischen Ländern durch die zahlreich verbreitete Haplogruppe R überschattet werden.
Peter A. Underhill vom Human Population Genetics Laboratory der Stanford University und andere Wissenschaftler unterstützen diese Hypothese.
Der Marker DYS462 weist auf einen geografischen Unterschied hin. Laut Nordtvedts Studie deuten 12 Allel-Wiederholungen eher auf angelsächsischen Ursprung hin, wogegen 13 Allele eher auf nordischen Ursprung deuten.
Sind bei dem STR-Test bei dem Marker DYS455 8 Allel-Wiederholungen, kann Haplogruppe I1 akkurat vorhergesagt werden (Wahrscheinlichkeit 99,3 zu 99,8 Prozent gemäß Whit Athey und Vince Vinzachero). Die SNP müssen dafür noch nicht getestet sein. Dies ist praktisch omnipräsent bei der Haplogruppe I1.

## Berühmte Vertreter der Haplogruppe I1
Alexander Hamilton, Politiker und einer der Gründerväter der Vereinigten Staaten. Ermittelt anhand der Y-DNA der Nachkommen Hamiltons.
Birger Jarl (Birger Magnusson von Bjälbo), Jarl von Schweden und Gründer Stockholms. Seine Grablege wurde 2002 geöffnet, seine Knochen exhumiert und seine DNA mittels Pyrosequenzierung ermittelt.
Der Nachfahre des Schriftstellers Leo Tolstoy, Pyotr Tolstoy, konnte ebenfalls I1-positiv getestet werden.
Håkon Wium Lie, (CTO) bei Opera Software und bekannt für den Vorschlag zur Einführung von Cascading Style Sheets.